# Lánycsók
Lánycsók är en ort i Ungern.   Den ligger i provinsen Baranya, i den sydvästra delen av landet, 170 km söder om huvudstaden Budapest. Lánycsók ligger 99 meter över havet och antalet invånare är 2 707.
Terrängen runt Lánycsók är platt. Runt Lánycsók är det ganska tätbefolkat, med 70 invånare per kvadratkilometer. Närmaste större samhälle är Mohács, 4,7 km öster om Lánycsók. Trakten runt Lánycsók består till största delen av jordbruksmark.